# 丘上あい
丘上 あい（おかうえ あい、1月25日 - ）は、日本の女性漫画家。東京都出身、山形県育ち。母は女優の萩生田千津子。
日本児童教育専門学校絵本科卒業。第9回デザート新人まんが大賞で佳作を受賞。2001年、『THEデザート』（講談社）に掲載の「ハニー!!」でデビュー。代表作は「やさしい子供のつくりかた」「きーちゃん先生の事情」「ギルティ〜鳴かぬ蛍が身を焦がす〜」など。
『BE・LOVE』（講談社）の2013年9号から連載していた「赤ちゃんのホスト」は2016年16号で完結した。「ネコろび八起き」は2016年18号より連載開始し、2017年8号で完結した。
2017年9月15日、講談社と『まんが王国』との共同プロジェクトとして「ギルティ ～鳴かぬ蛍が身を焦がす～」の連載がスタートし、まんが王国にて独占先行配信中。複数月に渡り月間総合ランキング1位を獲得する人気作となり、2020年4月よりテレビドラマ化した。
平成30年7月豪雨での被害地の支援活動「西日本豪雨復興応援アート展」に寄稿している。
2024年12月13日、昨年5月より連載開始されていた『ロア 〜奈落のヒロイン〜』の単行本4巻の発売日に、自身の手指の関節の痛みが激しくペンを握るのも困難である病状や命よりも大切な高校2年生の息子の大学受験支援を最優先したい等の諸事情により、しばらく連載の休載を含め休業するとSNSで発表した。復帰時期がいつになるかは不明としながらも「ペンを折る（廃業）」のでなく、一時的に「ペンを置く（休業）」のであり、「漫画家として必ず戻ってくる事を約束する」とも綴っている。

## 作品リスト
- ハニー!!
- できちゃった
- アナタのチュー2
- ぱんつ
- ブサイク星人
- やさしい子供のつくりかた（講談社『デザート』 2002年）全6巻
- やさしい彼氏のつくりかた
- やさしいアニキのつくりかた
- 流星群 （講談社『デザート増刊』 2006年）
- できちゃった2
- 迷子のマイコ
- きーちゃん先生の事情 （講談社『デザート』 2007年）全8巻
- 丘上先生の事情 （講談社『THEデザート』 2008年）
- おかしな★ふたり （講談社『デザート』 2011年）全4巻
- バンビとドール （講談社 『デザート』2013-2015）全5巻
- 赤ちゃんのホスト（講談社『BE・LOVE』、2013年 - 2016年）全9巻
- ネコろび八起き（講談社『BE・LOVE』、2016年 - 2017年[8]）全2巻
- ギルティ〜鳴かぬ蛍が身を焦がす〜（講談社、2017年 - 2022年[9]、『まんが王国』）
- ロア 〜奈落のヒロイン〜（講談社、2023年5月30日[4] - 、『まんが王国』・『Palcy』）既刊4巻